# Glacera de la Marmolada
La glacera de la Marmolada és la glacera més gran de les Dolomites (Alps), situada a Itàlia, al vessant nord de la Marmolada. Dona naixement al riu Avisio i queda per sobre del llac de Fedaia.

## Característiques
La glacera és la més gran zona glacial de les Dolomites. Per dalt, està delimitada per la cresta rocosa que culmina a la Punta Rocca (3.309 m) d'on és possible de veure Suïssa, Liechtenstein, Àustria i Alemanya amb temps clar. Després del fort retrocés d'aquests últims anys, el front s'ha instal·lat sobre esperons rocosos (Sasso delle Undici i Sasso delle Dodici) que, fins fa alguns anys, la dividia clarament en tres sectors (est, centre i oest). Ara, el front apareix aplanat i poc serrat, tot i que la subdivisió tradicional en tres sectors subsisteix. Aquests últims anys, s'ha separat completament del sector que ocupa el circ avall de la Punta Penia, on era connectat a una prima banda de gel: aquest sector constitueix des d'aleshores una glacera sencera.
Com totes les glaceres dels Alps, la glacera de la Marmolada ha retrocedit recentment. En un segle, la seva mida ha disminuït a la meitat: l'any 2013, mesurava 190 hectàrees, mentre l'any 1910, en mesurava 450. En un decenni, de 2004 a 2015, ha patit una reducció del 30 % en volum i del 22 % en superfície.
L'alimentació de la glacera és principalment directa, no sent pas envoltat d'altes parets rocoses que alliberen allaus a la seva superfície. Una certa quantitat de neu provinent tanmateix de les allaus pot produir-se al sector oest, envoltat per les crestes rocoses que culminen amb la Punta Rocca i la Punta Penia Durant els anys amb poca caiguda de neu o amb estius calents, la glacera queda gairebé exempta de neu residual. Les zones esquerdades igualment han disminuït considerablement.
Sobre aquesta glacera es practica l'esquí (fins a l'any 2006 també esquí d'estiu), i és doncs accessible pels remuntadors mecànics. Al sector oriental, els remuntadors arriben a les zones més altes de la glacera, a prop de la Punta Rocca. A 2.700 metres d'altitud, sota la glacera, es troba el refugi de la glacera de la Marmolada. La via normal d'ascensió cap als diferents cims de la Marmolada implica la pujada de la glacera.

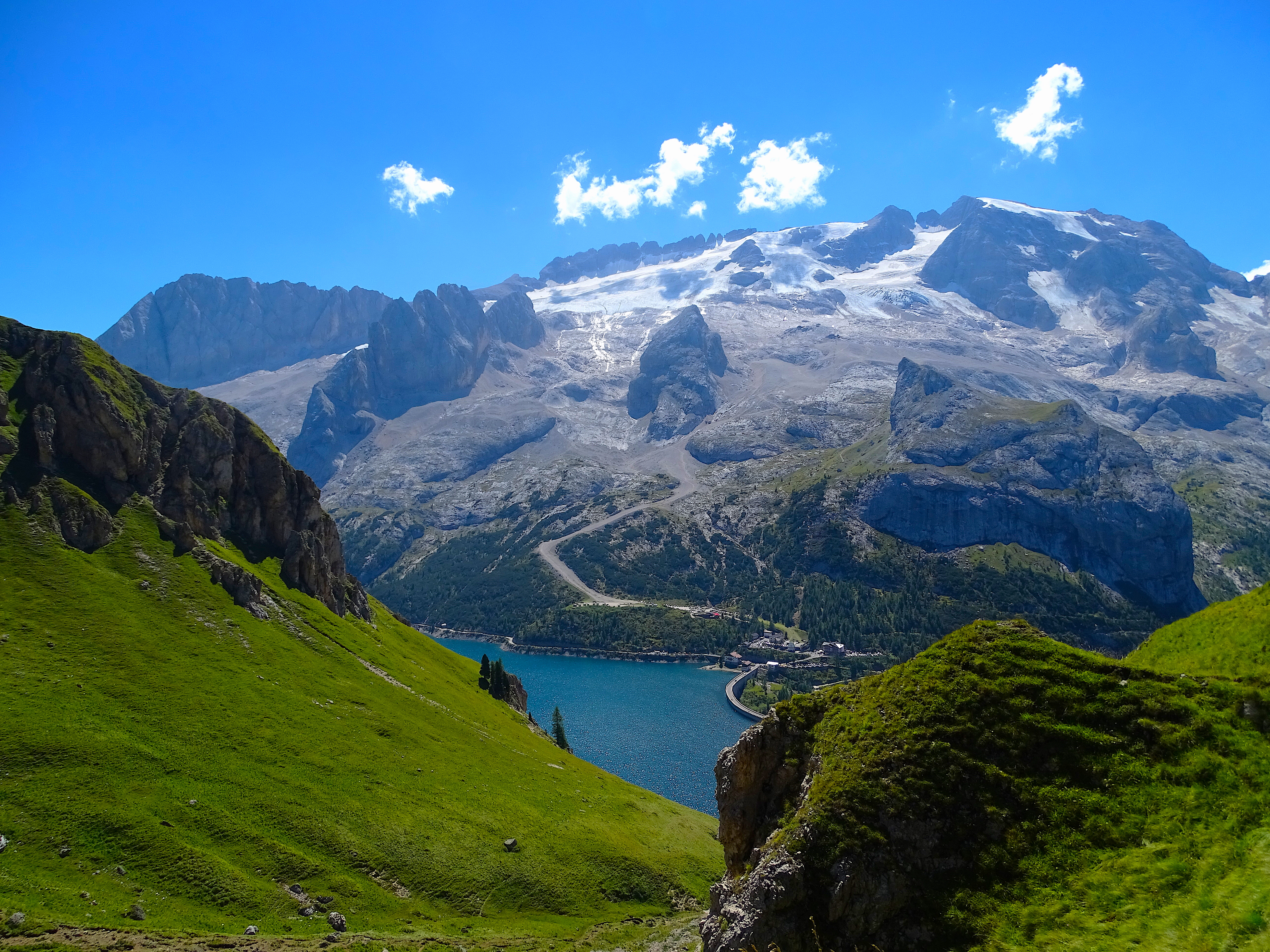
El llac de Fedaia al peu de la glacera
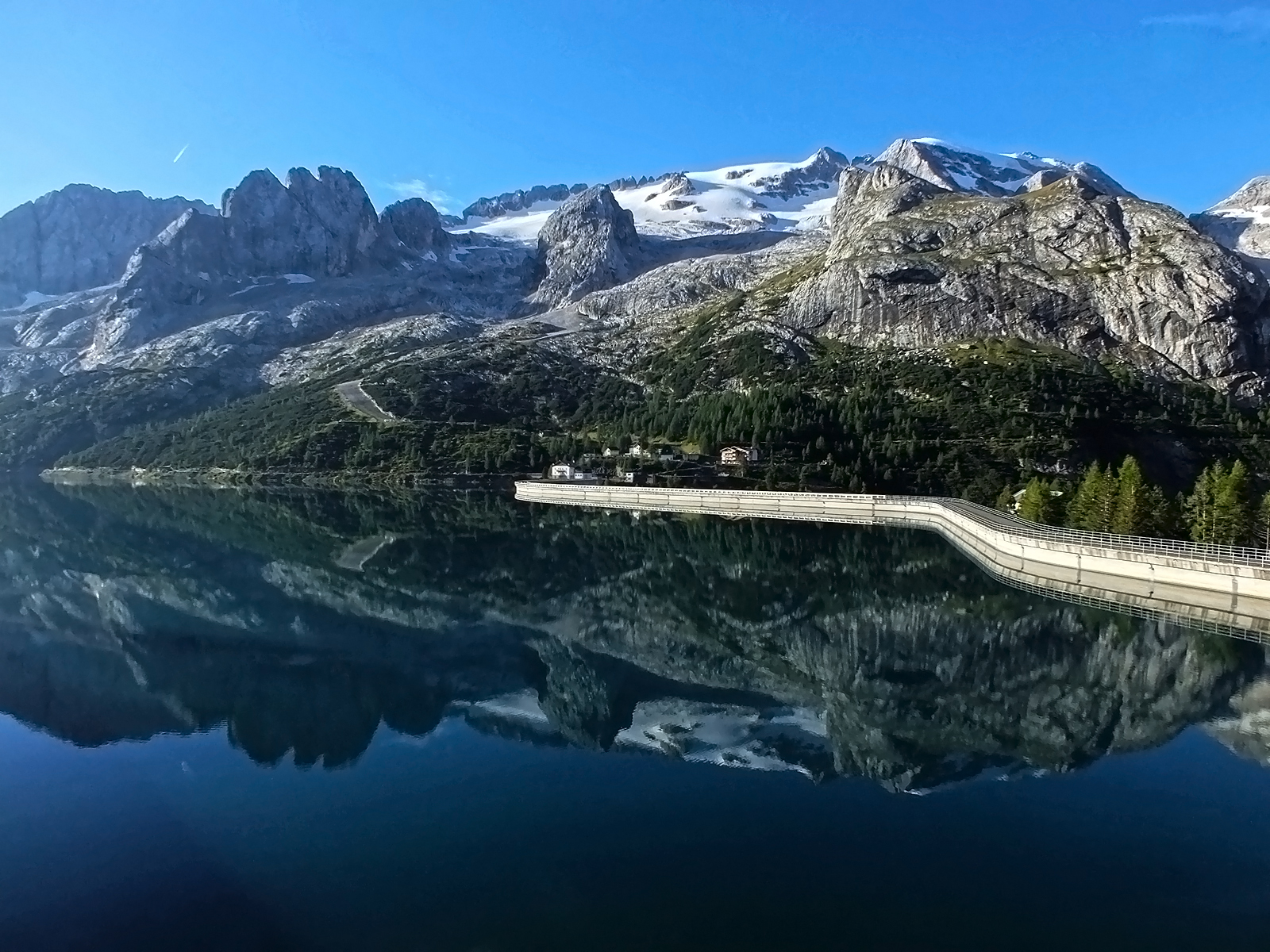
El llac de Fedaia al peu de la glacera
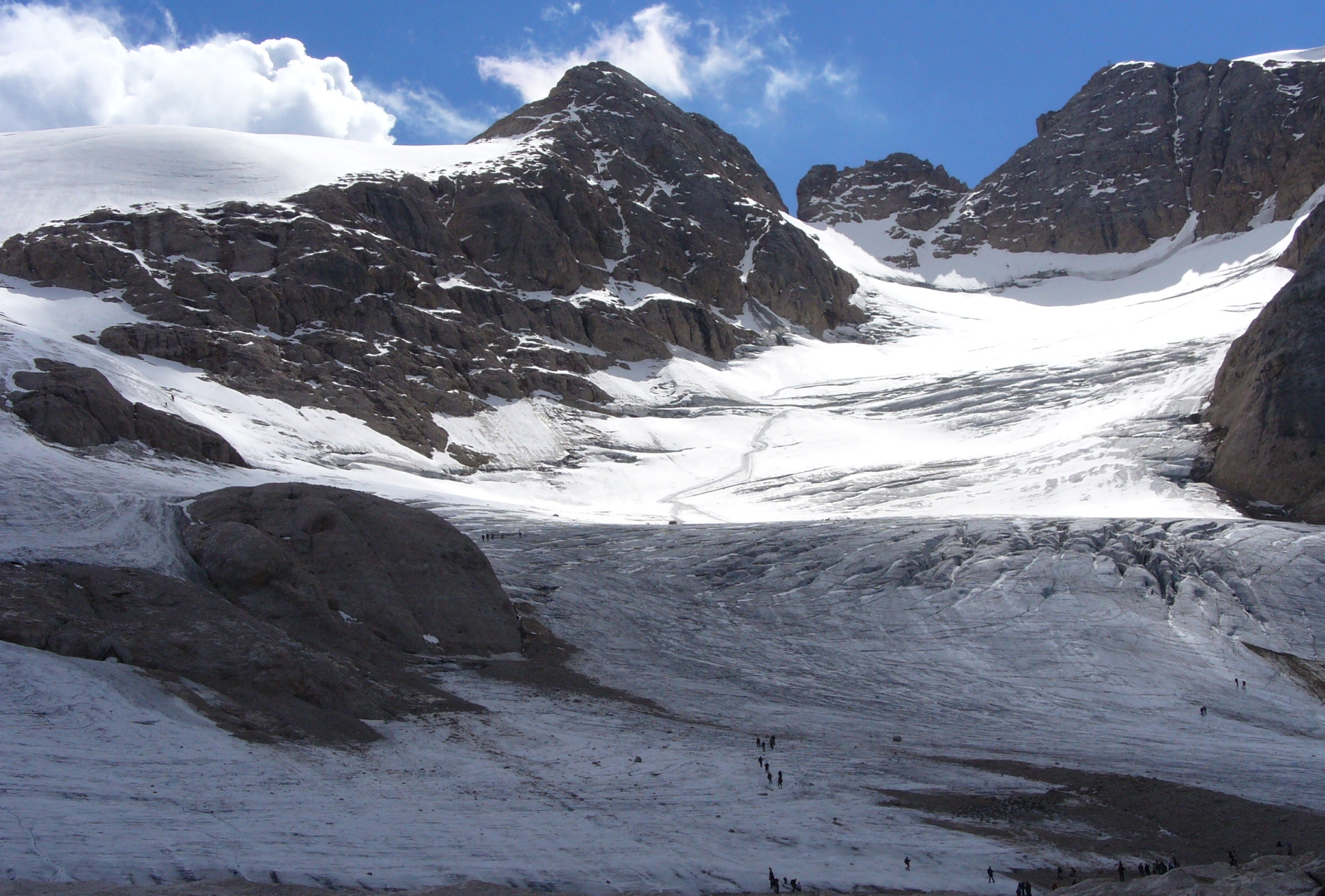
La part alta de la glacera
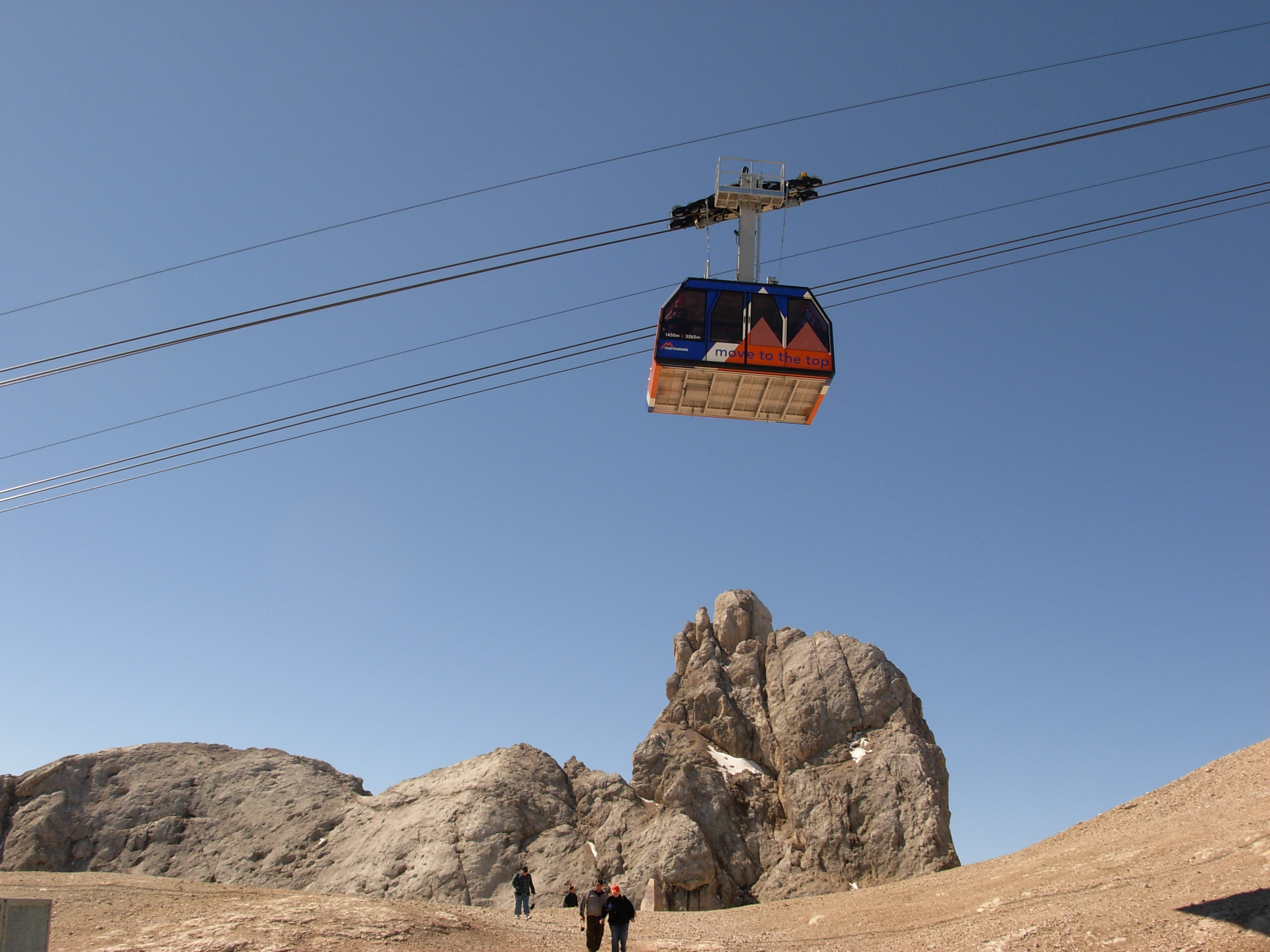
Telefèric malga Ciapela - Punta Rocca

## Primera Guerra Mundial

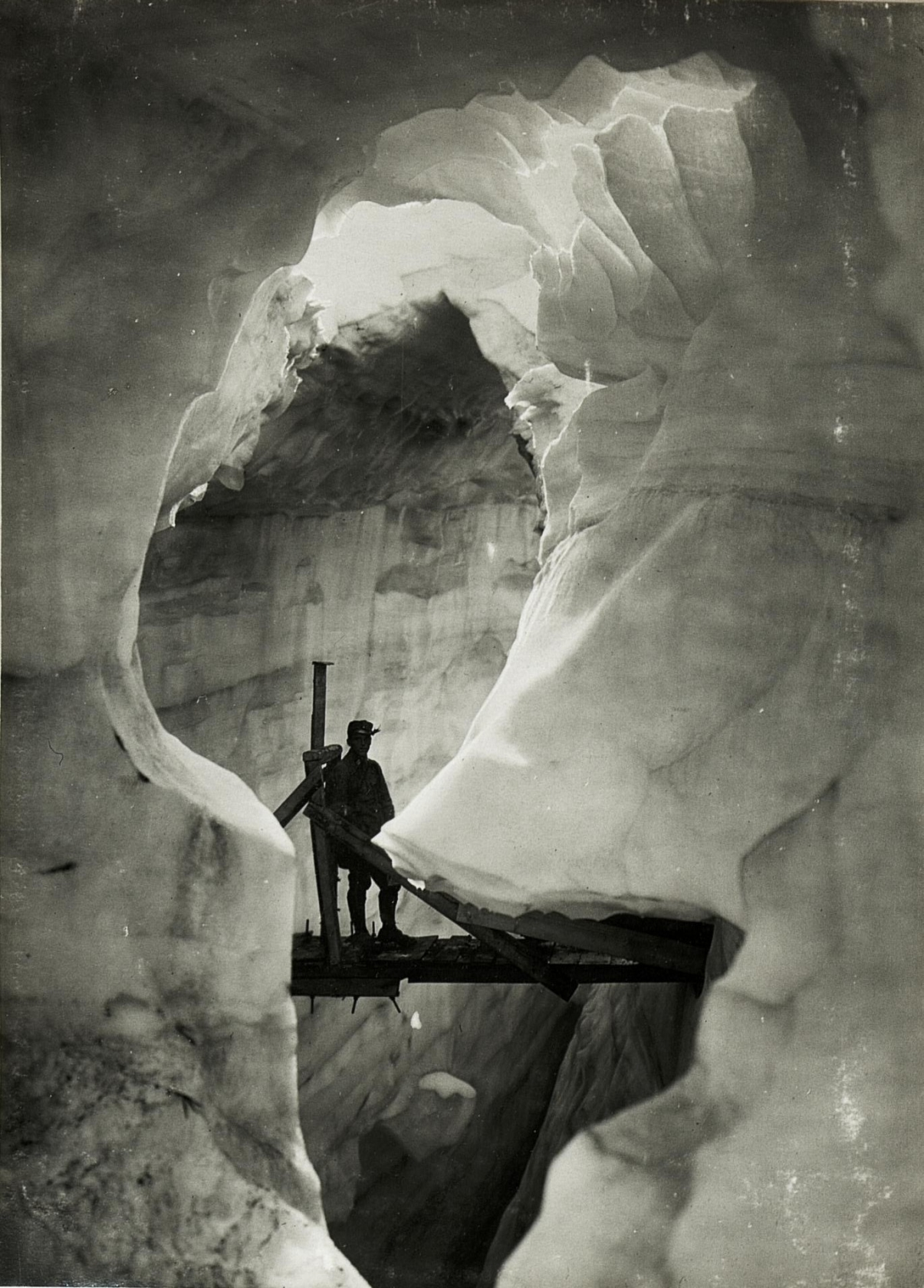
Un pont a la « ciutat de gel ».

L'any 1916, durant la Gran Guerra, els enginyers de l'exèrcit austrohongarès van construir un complex de túnels, de dormitoris i de dipòsits a l'interior de la glacera de la Marmolada per connectar les diferents posicions objectiu dels tirs constants de les tropes italianes ubicades sobre la cresta de la Serauta. El moviment continu de la glacera i la reducció del seu gruix han esborrat tanmateix totes les traces dels aproximadament 10 km de túnels excavats pels soldats a les entranyes de la glacera, anomenats en alemany Eisstadt (literalment « ciutat de gel »).
Les tropes alpines italianes, que van fer tot el seu possible per capturar aquesta important instal·lació enemiga, és van embolicar en una terrible guerra subterrània, portada amb piconadores i mines. L'últim descobriment de la guerra remunta a setembre de 2015: una cabana de fusta austrohongaresa enredada en el gel.
Al juny de 1990, es va inaugurar el museu de la Marmolada, el més alt d'Europa, situat a 2.950 m d'altitud a la parada del telefèric de Serauta, a la vora de la glacera.

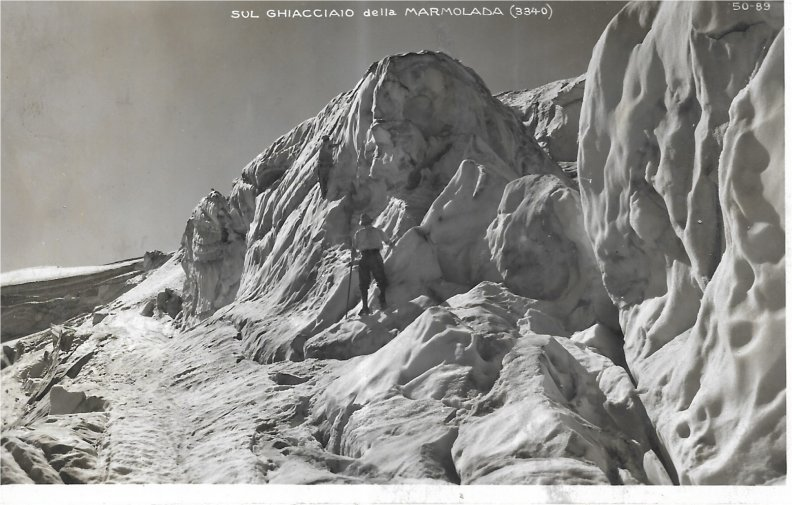
La glacera l'any 1932
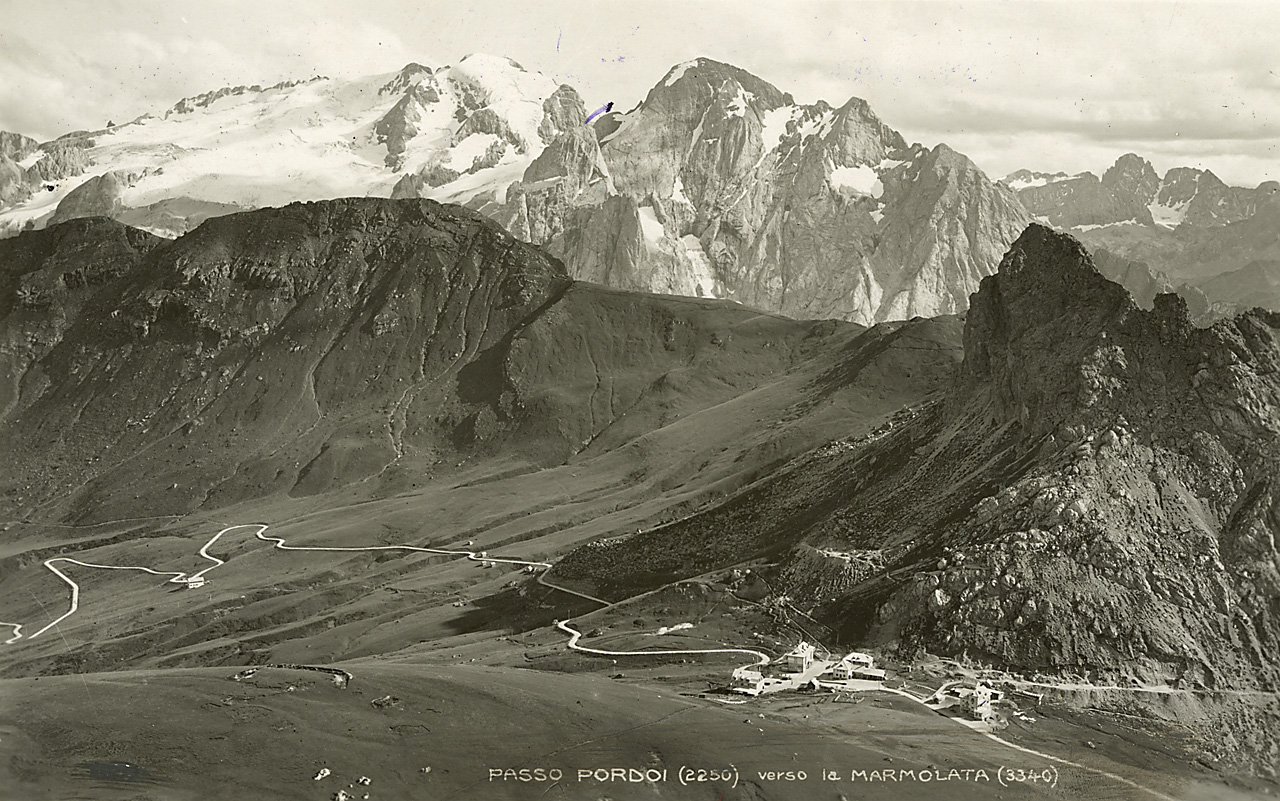
El Col Pordoi i en segon pla, a l'esquerra, la glacera de la Marmolada durant la Primera Guerra Mundial.
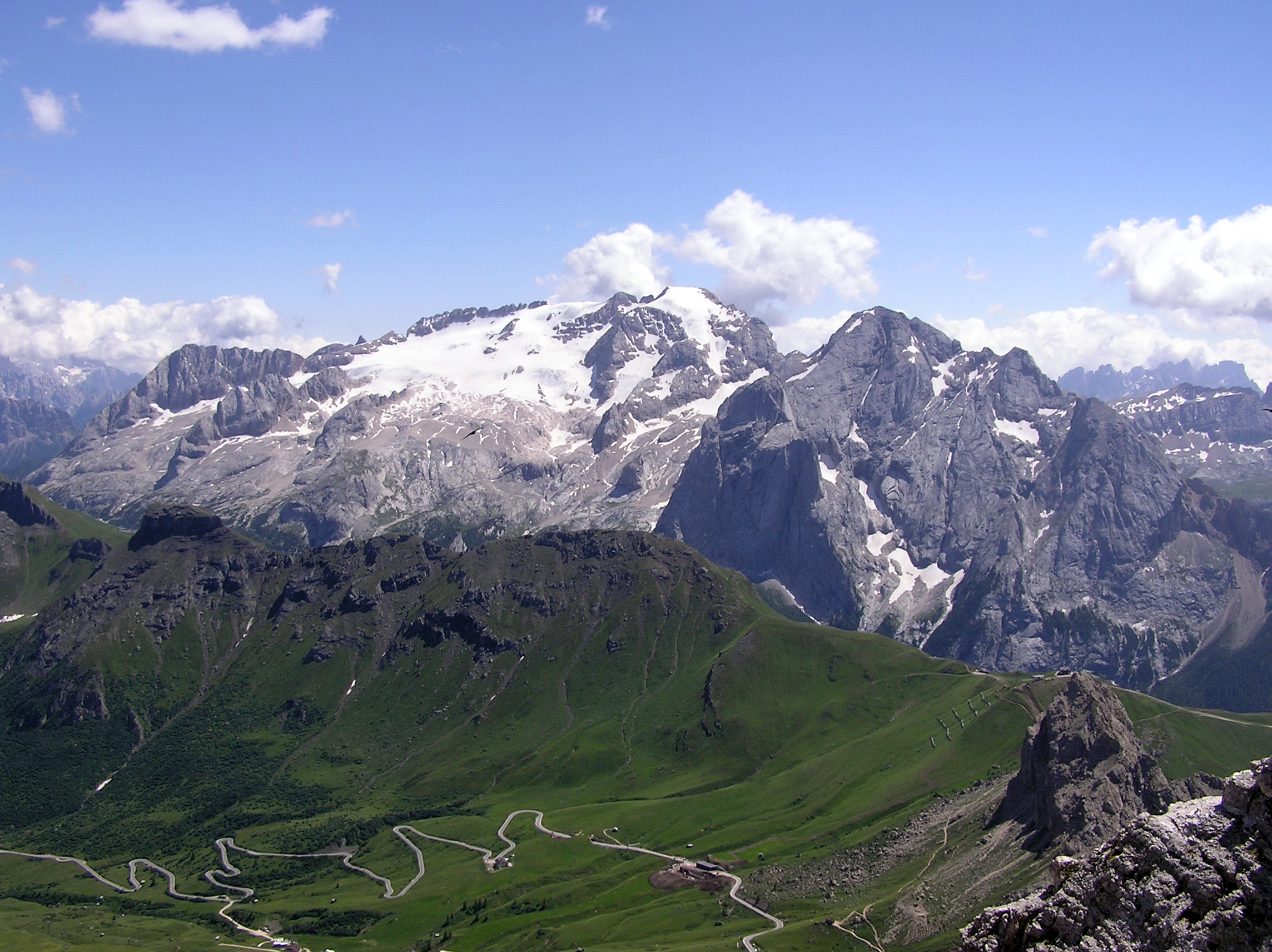
La glacera de la Marmolada en una foto de 2009, la comparació amb la foto precedent mostra clarament el retrocés del front glacial
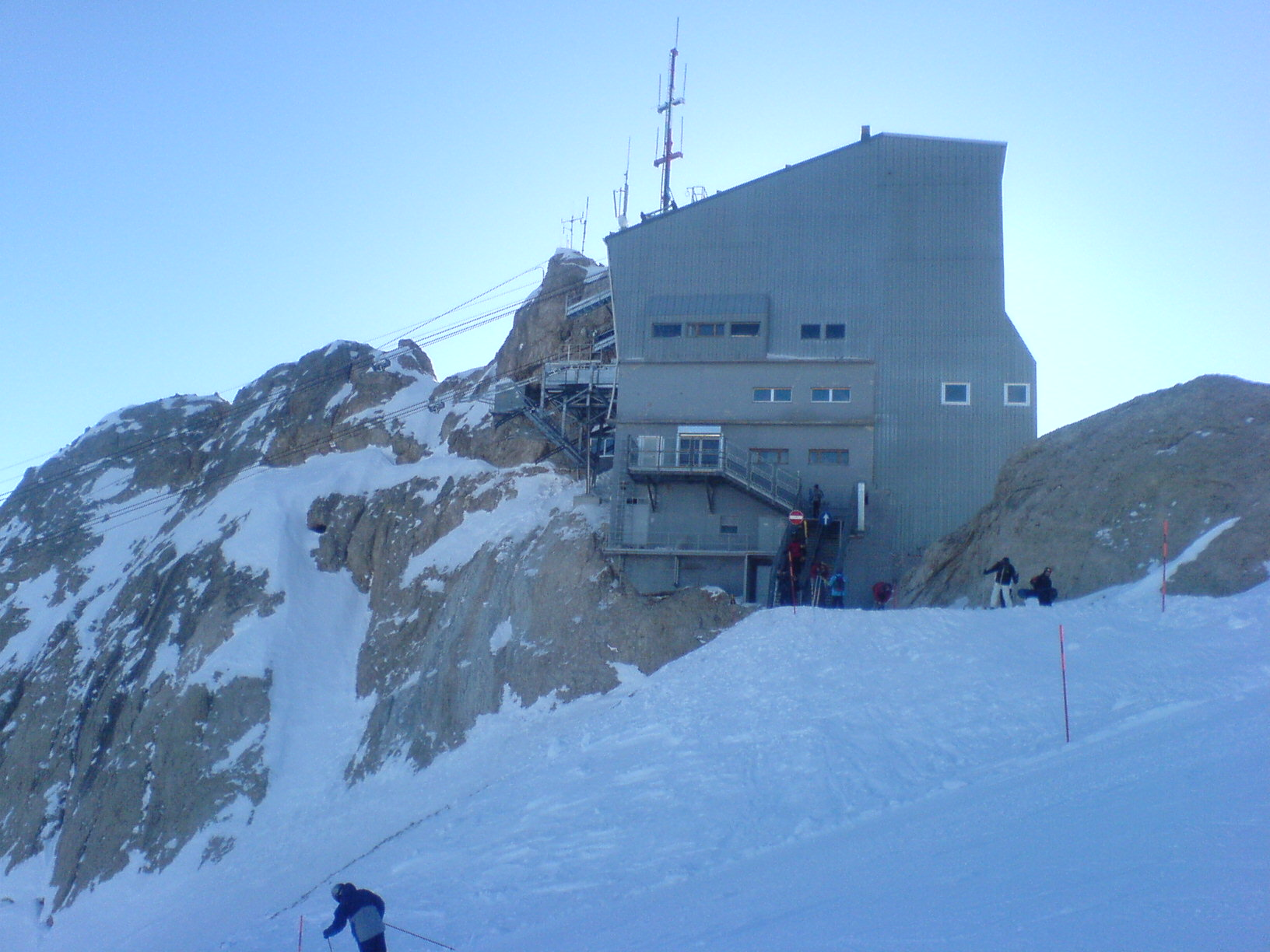
La parada superior del telefèric Serauta